# العلاقات الأردنية الكيريباتية
العلاقات الأردنية الكيريباتية هي العلاقات الثنائية التي تجمع بين الأردن وكيريباتي.

## مقارنة بين البلدين
هذه مقارنة عامة ومرجعية للدولتين:
| وجه المقارنة                                              | الأردن                   | كيريباتي                        |
| --------------------------------------------------------- | ------------------------ | ------------------------------- |
| المساحة (كم2)                                             | 89.34 ألف                | 811                             |
| عدد السكان (نسمة)                                         | 9.81 مليون               | 116.40 ألف                      |
| الكثافة السكانية (ن./كم²)                                 | 109.81                   | 14.35 ألف                       |
| العاصمة                                                   | عمان                     | جنوب تاراوا                     |
| اللغة الرسمية                                             | اللغة العربية            | لغة إنجليزية، اللغة الكيريباتية |
| العملة                                                    | دينار أردني              | دولار كريباتي، دولار أسترالي    |
| الناتج المحلي الإجمالي (بليون دولار)                      | 40.07 مليار              | 196.15 مليون                    |
| الناتج المحلي الإجمالي (تعادل القوة الشرائية) بليون دولار | 82.80 مليار              | 224.26 مليون                    |
| الناتج المحلي الإجمالي الاسمي للفرد دولار أمريكي          | 4.94 ألف                 | 1.42 ألف                        |
| الناتج المحلي الإجمالي للفرد دولار أمريكي                 | 12.05 ألف                | 1.81 ألف                        |
| مؤشر التنمية البشرية                                      | 0.748                    | 0.590                           |
| رمز المكالمات الدولي                                      | +962                     | +686                            |
| رمز الإنترنت                                              | .jo                      | .ki                             |
| المنطقة الزمنية                                           | ت ع م+02:00، ت ع م+03:00 |                                 |

## منظمات دولية مشتركة
يشترك البلدان في عضوية مجموعة من المنظمات الدولية، منها:
| علم المنظمة | اسم المنظمة                   | تاريخ انضمام الأردن | تاريخ انضمام كيريباتي |
| ----------- | ----------------------------- | ------------------- | --------------------- |
|             | منظمة حظر الأسلحة الكيميائية  | ?                   | ?                     |
|             | الأمم المتحدة                 | 14 ديسمبر 1955      | 14 سبتمبر 1999        |
|             | مؤسسة التمويل الدولية         | 20 يوليو 1956       | 2 أكتوبر 1986         |
|             | يونسكو                        | 14 يونيو 1950       | 24 أكتوبر 1989        |
|             | مؤسسة التنمية الدولية         | 4 أكتوبر 1960       | 2 أكتوبر 1986         |
|             | البنك الدولي للإنشاء والتعمير | 29 أغسطس 1952       | 29 سبتمبر 1986        |
|             | الاتحاد البريدي العالمي       | ?                   | ?                     |
|             | الاتحاد الدولي للاتصالات      | 20 مايو 1947        | 3 نوفمبر 1986         |

## وصلات خارجية
- موقع وزارة الخارجية الأردنية